# 마르티나 헬만
마르타나 헬만(독일어: Martina Hellmann, 1960년 12월 12일 ~ )은 전 동독의 원반던지기 선수로 1988년 서울 올림픽 금메달리스트였다. 또한 1983년과 1987년 세계 육상 선수권 대회에서 우승자이기도 하였다.

## 인물
라이프치히에서 태어난 헬만은 16세 때에 원반던지기 연습을 시작하였다. 1977년 동독 스포츠·체조 축제의 개막식에서 선서를 하였다. 그해 여름에 55.00m의 세계 기록을 세워 16년동안 지속되었다. 1983년 놀라운 세계 선수권 우승을 거둘 때까지 그녀의 경력은 병과 부상으로 인하여 시달리고 말았다. 1984년 로스앤젤레스 올림픽에는 동구권의 불참으로 인하여 참가하지 못하였다.
1988년 9월 6일 78.14m를 던져 이전의 다른 선수들보다 더 멀리 던진 것이다. 귄바움에 있는 동독의 훈련 캠프에서 열린 비공식적 훈련 토너먼트에서 나온 길이로 세계 기록으로 숙고되지 못하였다. 그녀의 개인 전력은 1987년 8월 포츠담에서 던진 72.92m였다.
1992년 바르셀로나 올림픽에서는 출전 자격에 기권한 후 은퇴하였다. 후에 AOK 보험회사의 스포츠 그룹 수석이었으며, 라이프치히에 있는 카바레의 매니저가 되었다.
그녀는 SD DHfK 라이프치히 클럽을 대표하여 롤프 비텐베허와 베른하르트 토마스와 함께 훈련하였다. 그녀의 경력 동안에 신장 1.78m, 몸무게 81kg이었다.